# Rock in Rio VIII
A oitava edição do Rock in Rio foi realizada nos dias 27, 28 e 29 de setembro e os dias 3, 4, 5, 6 de outubro de 2019 no Parque Olímpico do Rio de Janeiro, na Av. Embaixador Abelardo Bueno, Barra da Tijuca, no Rio de Janeiro.
Nesta edição, o DJ Alok abriu o Palco Mundo no dia 27/09 e a 1ª noite se encerrou com o show do Drake, que não teve sua transmissão liberada pelo artista, algo inédito no festival. Ao som de "Knights of Cydonia", a banda britânica MUSE finalizou a 8ª edição do festival por volta de 02h30 na madrugada de 07 de Outubro.

## Line-up
- Artistas principais de cada noite e palco em negrito.

| Palco Mundo                                                                           | Palco Sunset |
| Sexta-feira, 27 de setembro                                                           | Sexta-feira, 27 de setembro |
| ------------------------------------------------------------------------------------- | --- |
| - Drake - Ellie Goulding - Bebe Rexha - Alok                                          | - Seal + Xênia França - Mano Brown & Bootsy Collins - Karol Conka + Linn da Quebrada & Gloria Groove - Lellê + Blaya |
| Sábado, 28 de setembro                                                                | |
| - Foo Fighters - Weezer - Tenacious D & Júnior Groovador - CPM 22 + Raimundos         | - Whitesnake - Titãs + Ana Cañas, Edi Rock & Érika Martins - Detonautas + Pavilhão 9 - Ego Kill Talent & Paulo Miklos |
| Domingo, 29 de setembro                                                               | |
| - Bon Jovi - Dave Matthews Band - Goo Goo Dolls - Ivete Sangalo                       | - Jessie J - IZA & Alcione - Elza Soares convida As Bahias e a Cozinha Mineira, Kell Smith e Jéssica Ellen - Plutão Já Foi Planeta & Mahmundi                                                                                 |
| Quinta-feira, 3 de outubro                                                            | |
| - Red Hot Chili Peppers - Panic! at the Disco - Nile Rodgers & Chic - Capital Inicial | - Hip-Hop Hurricane: Rincon Sapiência, Rael, Baco Exu do Blues, Agir e Nova Orquestra - Emicida & Ibeyi - Pará Pop: Fafá de Belém, Dona Onete, Gaby Amarantos, Lucas Estrela e Jaloo - Francisco, el Hombre & Monsieur Periné |
| Sexta-feira, 4 de outubro                                                             | |
| - Scorpions - Iron Maiden - Helloween - Sepultura                                     | - Slayer - Anthrax - Torture Squad + Claustrofobia convidam Chuck Billy - Nervosa |
| Sábado, 5 de outubro                                                                  | |
| - Pink - The Black Eyed Peas - H.E.R. - Anitta                                        | - Charlie Puth - Anavitória & Saulo - Projota, Vitão & Giulia Be - Funk Orquestra: Buchecha, Ludmilla, Kevinho & Fernanda Abreu                                                                                               |
| Domingo, 6 de outubro                                                                 | |
| - MUSE - Imagine Dragons - Nickelback - Os Paralamas do Sucesso                       | - King Crimson - Lulu Santos & Silva - Melim & Carolina Deslandes - O Terno & Capitão Fausto |

| New Dance Order | Espaço Favela | Supernova                                                                    |
| Sexta-feira, 27 de setembro | Sexta-feira, 27 de setembro                                                                                      | Sexta-feira, 27 de setembro                                                  |
| --- | --- | ---------------------------------------------------------------------------- |
| - The Martinez Brothers - Roland Leesker vs. Bruce Leroys - Gui Boratto - Nic Fanciulli - Leo Janeiro & Albuquerque - Eli Iwasa - L_cio - Rara DJs | - Nós do Morro - Heavy Baile + MC Carol & Tati Quebra Barraco - Gabz - Nós do Morro - Abronca - Nós do Morro     | - Oriente - Cacife Clandestino - Haikaiss - Orgânico - A Banca 021           |
| Sábado, 28 de setembro | |                                                                              |
| - Nervo - Cic - Kura - Diego Miranda - KVSH - Dubdogz                                                                                              | - Orquestra Maré do Amanhã apresenta Rock Simphony - Batalha do Slam - Nós do Morro - Setor Bronx - Nós do Morro | - Vivendo do Ócio - Maglore - Ponto Nulo no Céu - Dona Cislene - Bullet Bane |
| Domingo, 29 de setembro | |                                                                              |
| - Vintage Culture - Volkoder - Bruno Be - Dashdot vs. Ashidah - Bhaskar - Illusionize - Jørd - Evokings                                            | - Nós do Morro - BK' - Malía - Nós do Morro - Dudu de Morro Agudo - Nós do Morro                                 | - Gabriel Elias - 3030 - Lali - Dvicio - Jade Beraldo                        |
| Quinta-feira, 3 de outubro | |                                                                              |
| - Robin Schulz - Make U Sweat - Bruno Martini - Cat Dealers - Felguk - Gustavo Mota - Liu - Beowülf - Breaking Beattz                              | - Nós do Morro - Roda de Samba A Festa da Raça - P-Tróleo - Nós do Morro - Dughettu - Nós do Morro               | - Bula - Braza - Big Up - Menores Atos - Lupa                                |
| Sexta-feira, 4 de outubro | |                                                                              |
| - Vini Vici - Wrecked Machines - Vegas - Infected Mushroom - Mandragora - Devochka - Claudinho Brasil - Gareth Emery - Roger Lyra - Morttagua      | - Nós do Morro - Canto Cego - Agona - Nós do Morro - BK-81 - Nós do Morro                                        | - Armored Dawn - Noturnall - Eminence - Jimmy & Rats - Fire Strike           |
| Sábado, 5 de outubro | |                                                                              |
| - Alesso - Santti - JetLag - Shapeless - DJ Memê vs. DJ Marlboro - Tropkillaz - 2FAB - Scorsi - Rodrigo S - Saddam & Zedoroque                     | - Nós do Morro - Cidinho & Doca - Jonathan Ferr - Nós do Morro - Lucas Hawkin - Nós do Morro                     | - Mariana Nolasco - Ana Gabriela - Maria - Tássia Reis - Dani Vellocet       |
| Domingo, 6 de outubro | |                                                                              |
| - Claptone - Gabe - Flow & Zeo + Mari-Anna - Dennis Ferrer - FractaLL X Rocksted - Chemical Surf - Kolombo - Nepal - Blancah - Maz                 | - Nós do Morro - Delacruz & Maria - Xamã - Nós do Morro - Tuany Zanini - Nós do Morro                            | - Lagum - Selvagens à Procura de Lei - Zimbra - André Prando - Folks         |